# NK Šmartno
NK Šmartno – słoweński klub piłkarski. Siedziba klubu mieści się w mieście Lublana. Został założony w 1979 roku.